# توشتی
توشتی یک منطقه تاریخی در شهرستان شهر اخمتا واقع در استان کاختی گرجستان است.

## نگارخانه

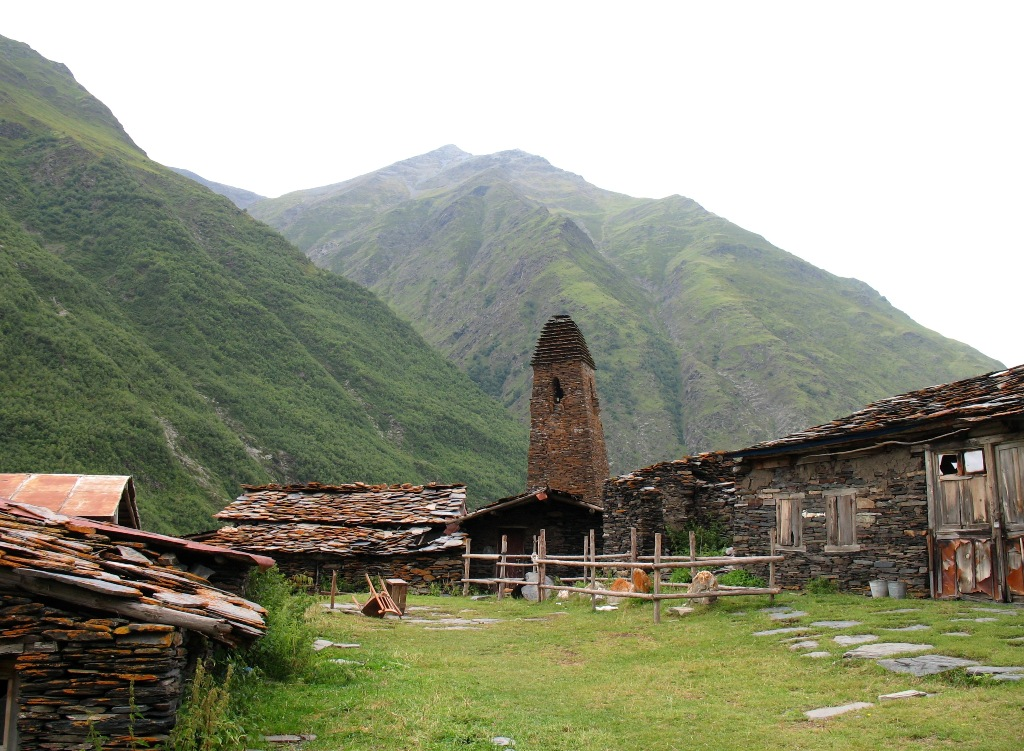
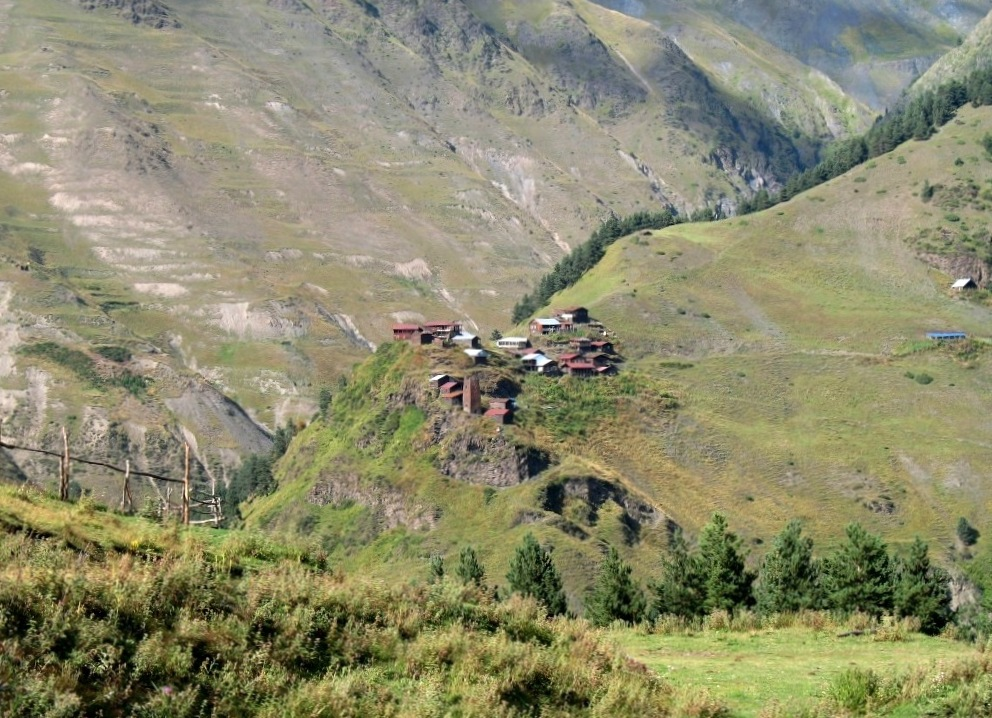
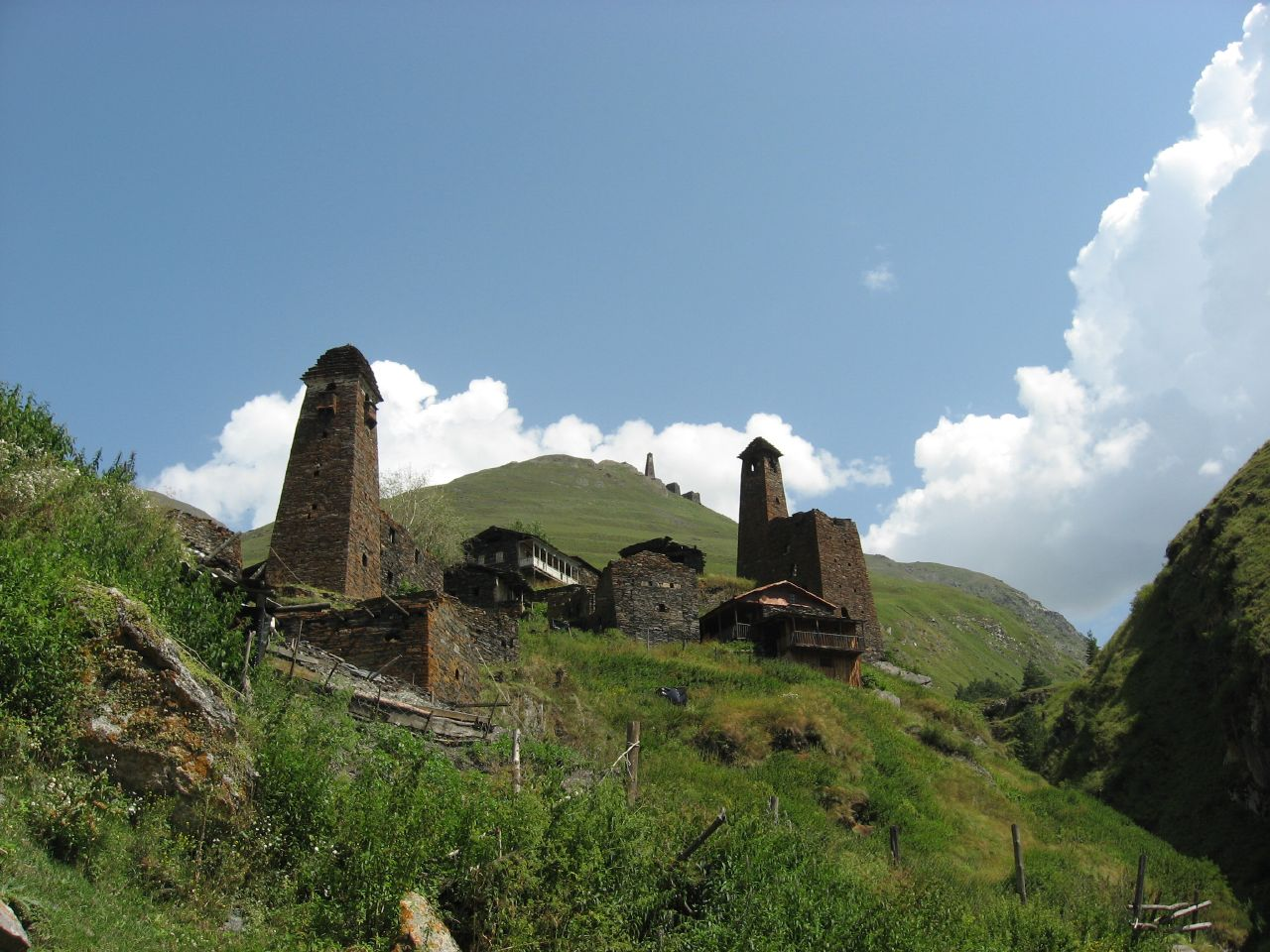
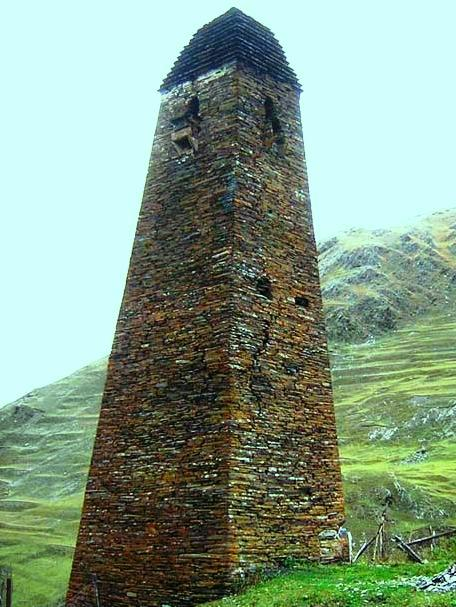

## خصوصیات
توشتی ۸۹۶ کیلومترمربع مساحت دارد.